# Waldorfschule Meran

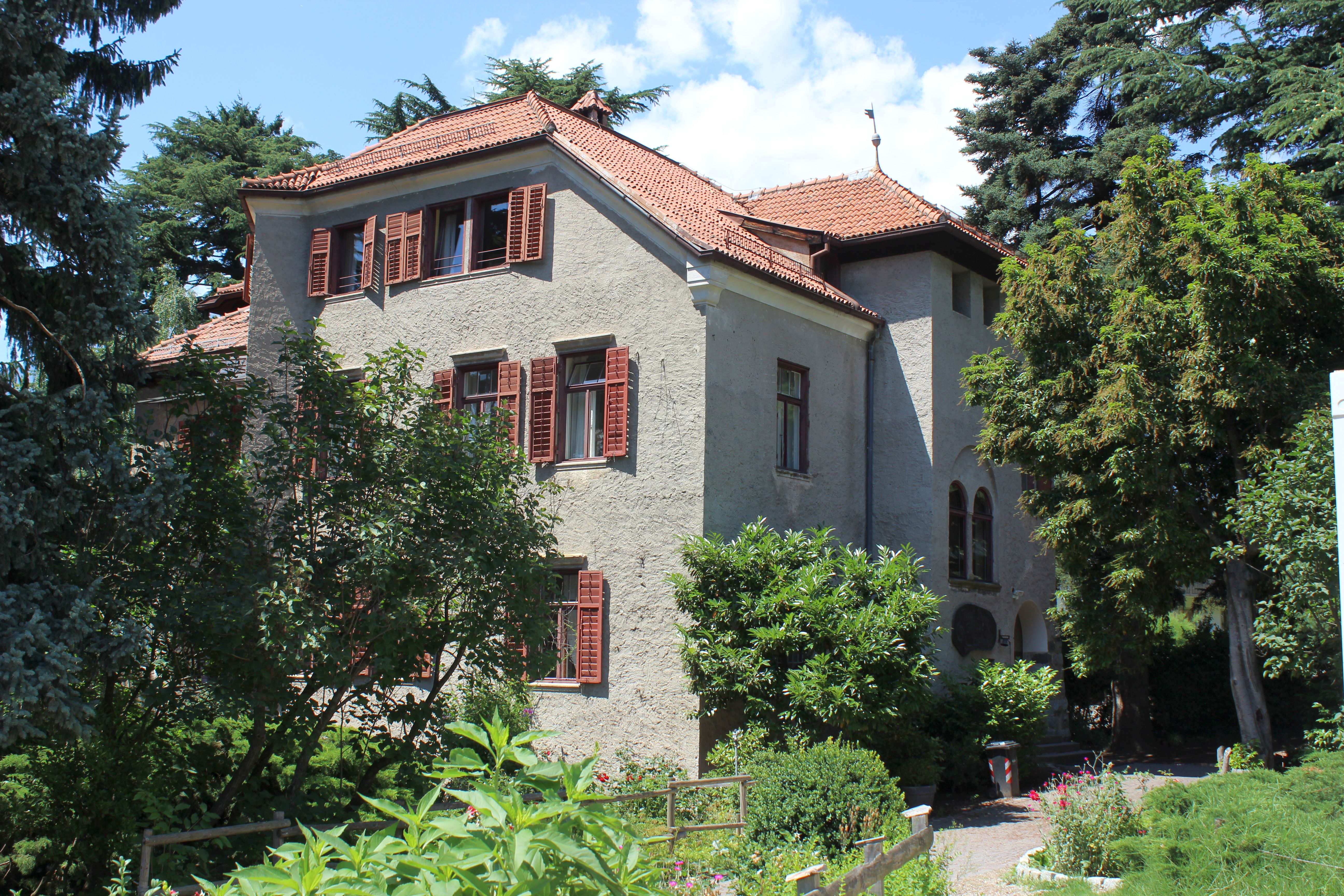
Waldorfschule in Meran

Die Waldorfschule Meran ist die erste und damit älteste Schule in Südtirol, die nach den pädagogischen Grundsätzen Rudolf Steiners gegründet wurde.

## Geschichte
1979 wurde der Rudolf-Steiner-Schulverein in Meran gegründet. Das Ziel war und ist es, die Waldorfpädagogik Rudolf Steiners in Südtirol zu verbreiten. 1980 entstand die erste Kindergartengruppe in einer Privatwohnung. 1981 siedelte der Kindergarten in die „Villa Steinling“ um. wo die Hauseigentümerinnen Lieselotte und Annemarie von Steinling dem Kindergarten Räume zur Verfügung stellten. 1982 starb Lieselotte Steinling. Die Waldorfschule Meran begann 1986 mit dem Unterricht, „Gründungslehrer“ war Othmar Asam. In der Folge wurde sie zu einer Gesamtschule (Grundschule und Mittelschule) mit angeschlossenem Kindergarten und einer Kleinkinder-Spielgruppe ausgebaut. 
Im Jahr 2009 erhielt die Waldorfschule Meran den Status einer anerkannten Schule, sie wurde allerdings nicht gleichgestellt. Dies bedeutet, dass ihre Schüler zwar der Schulpflicht nachkommen, die Schule allerdings keine rechtlich gültigen Abschlüsse ausstellen kann.